# Stazione di Chiavari
Stazione di Chiavari vasútállomás Olaszországban, Chiavari településen.

## Vasútvonalak
Az állomást az alábbi vasútvonalak érintik:
- Pisa–La Spezia–Genova-vasútvonal

## Kapcsolódó állomások
A vasútállomáshoz az alábbi állomások vannak a legközelebb:
- Stazione di Zoagli
- Stazione di Lavagna